# Wagner Butte
Der Wagner Butte ist ein Gipfel im US-Bundesstaat Oregon, der zu den Siskiyou Mountains gehört. Er liegt im Jackson County und ist nicht weit vom Mount Ashland entfernt. Der Gipfel liegt auf einer Höhe von etwa 2.211 Metern. Er wurde nach einem Jacob Wagner benannt.